# Cestrum toledii
Cestrum toledii är en potatisväxtart som beskrevs av L. A. F. de Carvalho och A. Schnoor. Cestrum toledii ingår i släktet Cestrum och familjen potatisväxter. Inga underarter finns listade i Catalogue of Life.